# Grand Prix (Comicserie)
Grand Prix ist eine von 2010 bis 2012 erschienene frankobelgische Comicserie von Marvano um die Anfänge des Autorennsports in den 1930er Jahren in Deutschland.

## Handlung
In der Zeit zwischen den beiden Weltkriegen waren Autorennen ein äußerst beliebter Sport in Europa. Die Rennen, spektakulär und tödlich, zogen Dutzende oder Hunderte von Tausenden Zuschauern an. Die dreibändige Serie spielt in den 1930er Jahren, während des Aufstiegs der Nationalsozialisten und verbindet diesen mit einer fiktiven Geschichte rund um die historisch korrekt wiedergegebenen Ereignisse im Rennsport. Eng verbunden sind damit auch die Schicksale der verschiedenen Rennfahrer wie Hans Stuck, Rudolf Caracciola oder Bernd Rosemeyer, die von den Nationalsozialisten zu Heroen der Zeit hochstilisiert wurden. Zu Beginn der 30er Jahre wurden die beiden deutschen Autobauer Mercedes-Benz und Auto Union von den Nationalsozialisten mit großen finanziellen Mitteln unterstützt, um siegfähige Rennwagen zu entwickeln. In diese Zeit fällt auch die legendäre Geburtsstunde der Silberpfeile, ebenso wie die Rekordfahrten des Briten Malcolm Campbell.

## Entstehung/Konzeption/Stil
Marvano trug nach eigener Aussage schon eine ganze Weile die Idee mit sich herum, eine Geschichte zu erzählen, die in der Zeit vor dem Zweiten Weltkrieg spielt. Etwa im Jahr 2007 stieß er in einem Secondhand-Buchladen auf eine Biografie von Rudolf Caracciola, einem der größten Rennfahrer der 1920er und 1930er Jahre. Beim Lesen dieses Buches wurde ihm schnell klar, dass der Rennsport und seine Idole der erträumte Einstieg in die Geschichte über die Zwischenkriegszeit werden würde.
Im Vorwort des ersten Bandes (verfasst von Rennfahrer Jacky Ickx) wird die Serie als eine "Doku-Fiktion" beschrieben. Neben der fiktiven Hauptfigur Leslie Toliver tauchen viele prominente Zeitgenossen der 1930er Jahre auf, und immer wieder werden historische Fakten eingebunden.
„Marvano wertet nicht, hat weder Sympathien noch Antipathien. Er versucht, ein neutraler Berichterstatter zu bleiben. Ein Chronist der Zeit, der noch nicht die Weitsicht der Gegenwart besitzt. Und dass die ganze Welt sich damals geirrt hat, zeigen die Aussagen deutscher Juden oder das (historisch verbürgte) Cover des Time Magazine mit Hitler als „Man of the Year“.“ (Christian Recklies: splashcomics.de).

## Veröffentlichungen
Im französischsprachigen Original erschienen die Alben zwischen 2010 und 2012 im Verlag Dargaud.
Von 2011 bis 2014 erfolgte in Deutschland der Abdruck in Fortsetzungen im Comicmagazin Zack. Alle drei Teile wurden zudem zwischen September 2012 und Oktober 2015 im Mosaik Steinchen für Steinchen Verlag als Alben veröffentlicht. 
Marvano schuf anschließend eine neue Comicserie, die unmittelbar nach dem Zweiten Weltkrieg spielt (Die jüdische Brigade). Diese Erzählung knüpft lose an Grand Prix an, so tauchen die fiktiven Figuren Leslie Toliver und Erika Pasternak dort ebenfalls auf.
| Nr. | deutscher Titel | Magazinabdruck in Zack              | Originaltitel      | ISBN (der dt. Ausgabe) |
| --- | --------------- | ----------------------------------- | ------------------ | ---------------------- |
| 1   | Wiedergeburt    | #145 – #148 (Jul bis Okt 2011)      | Renaissance (2010) | ISBN 978-3-864-62019-5 |
| 2   | Rosemeyer!      | #155 – #159 (Mai bis Sep 2012)      | Rosemeyer! (2011)  | ISBN 978-3-864-62067-6 |
| 3   | Lebewohl        | #171 – #175 (Sep 2013 bis Jan 2014) | Adieu (2012)       | ISBN 978-3-864-62122-2 |